# 우주론

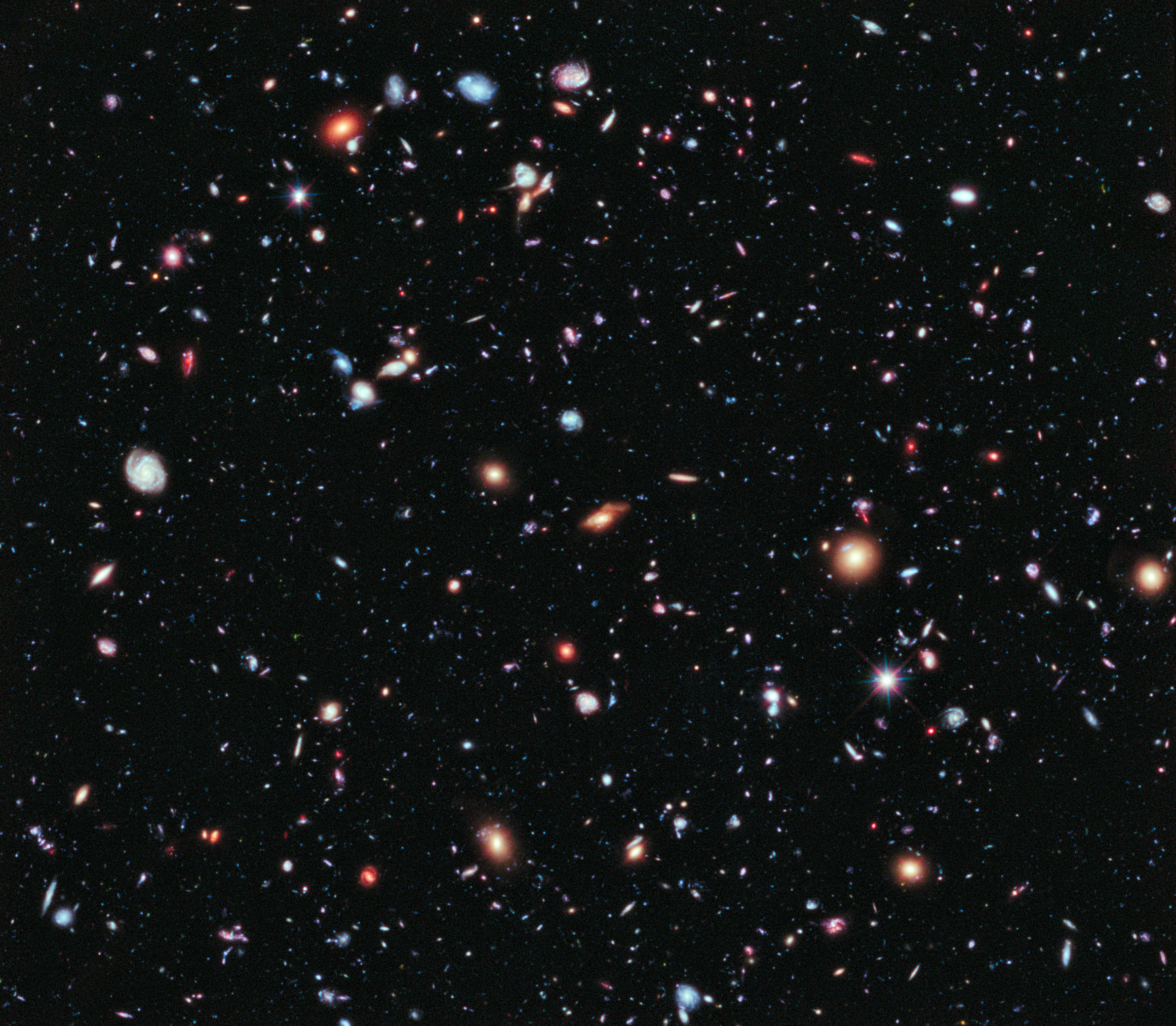
2012년 9월에 완성된 허블 익스트림 딥 필드(XDF)는 당시까지 촬영된 가장 먼 은하들을 보여준다. 전경에 있는 몇 개의 별들(밝고 회절 스파이크들이 있어 쉽게 알아볼 수 있음)을 제외하고 사진 속 모든 빛은 한 개별 은하이며, 그 중 일부는 132억 년이나 된 것도 있으며 관측 가능한 우주에는 2조 개 이상의 은하들이 있는 것으로 추정된다.

우주론(cosmology 고대 그리스어 κόσμος(cosmos) '우주, 세계'  그리고 λογία(logia) '연구'에서 유래)은 우주(universe)의 본질인 우주(cosmos)를 다루는 물리학, 형이상학의 한 분야다. 우주론이라는 용어는 1656년 토마스 블라운트Thomas Blount의 《용어집Glossographia》에서 영어로 처음 사용했고, 1731년 독일 철학자 크리스티안 볼프Christian Wolff가 《우주론 일반론Cosmologia Generalis》에서 라틴어로 사용했다. 종교적 또는 신화적 우주론은 신화, 종교, 밀교적 문헌과 창조 신화와 종말론 전통에 기초한 신념 집합체다. 천문학 과학에서 우주론은 우주의 역사를 연구하는 학문이다.
물리 우주론은 관측 가능한 우주의 기원, 우주의 대규모 구조와 역학, 그리고 이러한 영역을 지배하는 과학 법칙을 포함한 우주의 궁극적인 운명에 대한 연구이다. 천문학자와 물리학자를 포함한 과학자뿐만 아니라 형이상학자, 물리학의 철학자 및 시간과 공간의 철학자와 같은 철학자들도 우주론을 연구하고 탐구한다. 이러한 철학과 공유되는 범위 때문에 물리 우주론의 이론은 과학적 명제와 비과학적 명제를 모두 포함할 수 있으며, 테스트할 수 없는 가정에 의존할 수도 있다. 물리 우주론은 우주 전체와 관련된 천문학의 하위 분야이다. 현대의 물리 우주론은 관측 천문학과 입자 물리학을 통합하려는 대폭발(빅뱅) 이론: 보다 구체적으로 암흑 물질과 암흑 에너지를 포함하는 대폭발의 표준 매개변수화인 람다-CDM 모형으로 알려진 대폭발 이론에 의해 지배되고 있다.
이론 천체물리학자(theoretical astrophysicist)인 데이비드 스퍼겔David  Spergel은 광속의 유한한 특성으로 인해 "우주를 바라볼 때 우리는 시간을 되돌아보기" 때문에 우주론을 "역사적인 과학"이라고 설명했다.

## 분야
물리학 및 천체물리학은 과학적 관찰과 실험을 통해 우주에 대한 우리의 이해를 형성하는 데 중심적인 역할을 해왔다. 물리 우주론은 수학과 관측을 통해 전체 우주를 분석하면서 형성되었다. 우주는 일반적으로 대폭발(빅뱅)으로 시작된 후, 거의 즉각적으로 137억 9,900만±0.21억 년 전에 우주가 생겨난 것으로 생각되는 우주 급팽창인 어떤 우주팽창이 뒤따른 것으로 이해된다. 우주론은 우주의 기원을 연구하고 우주도(cosmography)는 우주의 특징을 지도화한다.
디드로의 《백과전서》에서는 우주론을 천문학(하늘에 관한 과학), 항공학(공기에 관한 과학), 지질학(대륙에 관한 과학) 및 수문학(물에 관한 과학)으로 분류하고 있다.
형이상학적 우주론은 다른 모든 존재와의 관계에서 우주에 인간을 배치하는 것으로도 설명되었다. 이는 마르쿠스 아우렐리우스가 그 관계에서 인간의 위치를 관찰한 것으로 잘 설명된다: "세계가 무엇인지 모르는 사람은 자신이 어디에 있는지 모르고, 세계가 어떤 목적으로 존재하는지 모르는 사람은 자신이 누구인지도, 세계가 무엇인지도 모른다."

## 발견

### 물리 우주론
물리 우주론은 우주의 물리적 기원과 진화에 대한 연구를 다루는 물리학 및 천체 물리학의 한 분야이다. 또한 대규모로 우주의 본질에 대한 연구도 포함된다. 초기의 형태는 현재 '천체역학'으로 알려진 하늘에 대한 연구였다. 그리스의 철학자 사모스의 아리스타르코스, 아리스토텔레스 및 프톨레마이오스는 서로 다른 우주론 이론을 제안했다. 16세기 니콜라우스 코페르니쿠스와 이후 요하네스 케플러
및 갈릴레오 갈릴레이가 태양중심 체계를 제안하기 전까지는 지구중심 프톨레마이오스 체계가 지배적인 이론이었다. 이는 물리 우주론에서 가장 유명한 인식론적 파열(Epistemological rupture)의 사례들 중 하나이다.
1687년에 출간된 아이작 뉴턴의 《자연철학의 수학적 원리》는 만유인력의 법칙에 대한 최초의 설명이었다. 이 책은 케플러의 법칙에 대한 물리적 메커니즘을 제공했으며, 행성 간의 중력 상호작용으로 인한 이전 시스템의 이상 현상을 해결할 수 있게 해 주었다. 뉴턴의 우주론과 그 이전의 우주론의 근본적인 차이점은 지구상의 천체가 모든 천체와 동일한 물리 법칙을 따른다는 코페르니쿠스 원리였다. 이는 물리 우주론에서 중요한 철학적 진전이었다.
현대 과학 우주론은 1917년 알베르트 아인슈타인이 "일반 상대성이론의 우주론적 고찰" 논문에서 일반 상대성이론을 최종 수정하여 발표하면서 시작된 것으로 널리 알려져 있다(이 논문은 1차 세계대전이 끝날 때까지 독일 외에는 널리 알려지지 않았다). 일반 상대성이론은 빌렘 드 시터, 카를 슈바르츠실트 및 아서 에딩턴과 같은 우주기원론자들이 천문학적인 파급 효과를 탐구하도록 자극하여 천문학자들이 매우 먼 천체를 연구할 수 있는 능력을 향상시켰다. 물리학자들은 우주가 정적이고 변하지 않는다는 가정을 바꾸기 시작했다. 1922년에, 알렉산더 프리드만은 움직이는 물질을 포함하는 팽창하는 우주라는 개념을 도입했다.

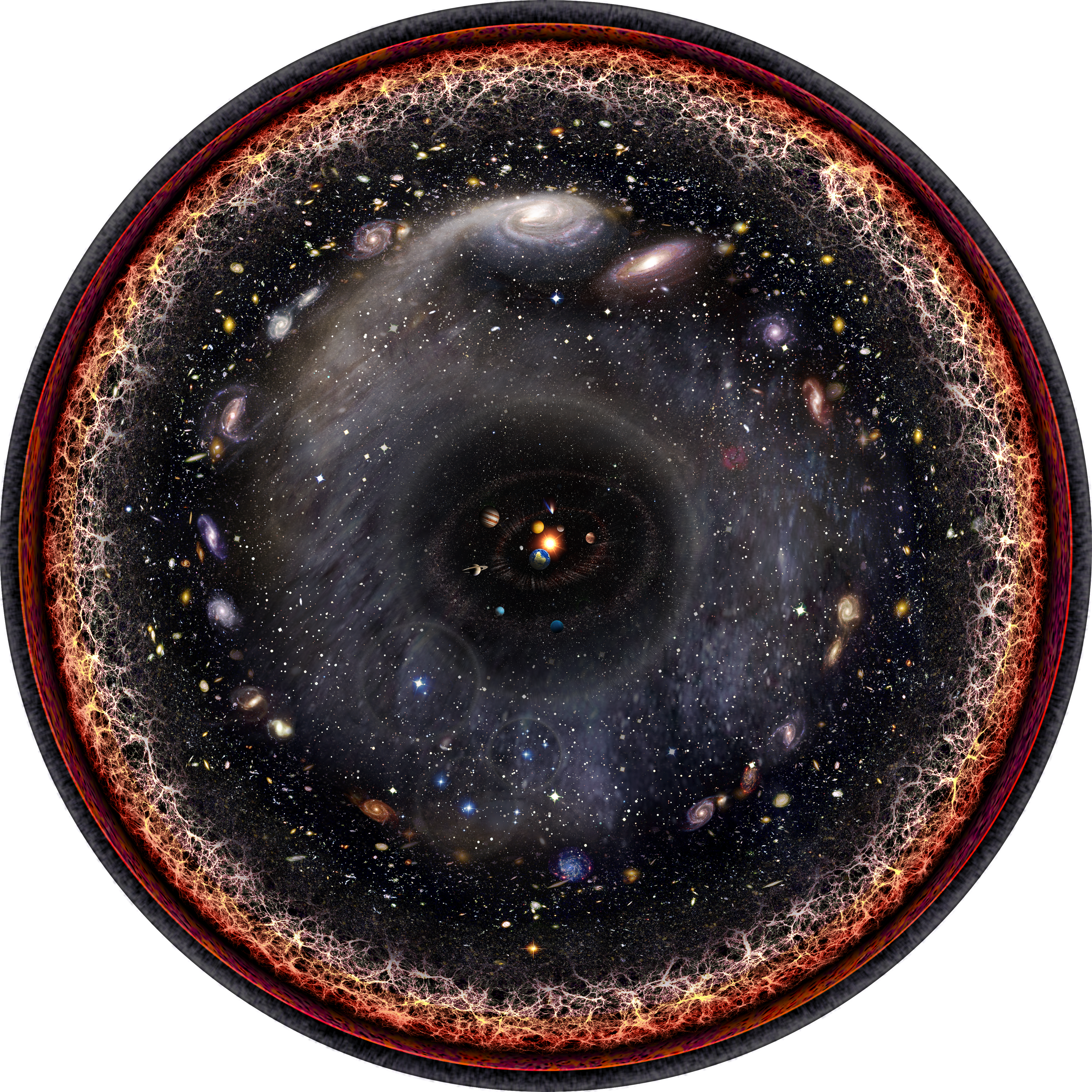
관측 가능한 우주를 로그 눈금으로 표현한 것이다. 태양으로부터의 거리가 중심에서 가장자리로 갈수록 증가한다. 행성들과 다른 천체들은 그 모양을 감상하기 위해 확대되었다.

우주론에 대한 이러한 역동적인 접근 방식과 병행하여 우주의 구조에 대한 오랜 논쟁인 대논쟁(1917~1922년)이 절정에 달하고 있었는데, 히버 다우스트 커티스와 에른스트 외픽 같은 초기 우주론자들은 망원경으로 관측한 일부 성운들이 우리 은하와는 멀리 떨어진 별개의 은하라고 판단했다. 히버 커티스는 나선 성운이 그 자체로 섬 우주인 항성계이라는 생각을 주장한 반면, 마운트 윌슨의 천문학자 할로 섀플리는 우리 은하 항성계로만 구성된 우주 모형을 옹호했다. 이러한 생각의 차이는 1920년 4월 26일 워싱턴 DC에서 열린 미국국립과학원 회의에서 대토론회가 열리면서 절정에 달했다., 그 논쟁은 1923년과 1924년 에드윈 허블이 안드로메다 은하에서 세페이드 변광성를 발견하면서 해결되었다. 그 거리가 은하수 가장자리를 훨씬 넘어 나선 성운을 형성했기 때문이다.
이후 우주 모델링은 아인슈타인이 1917년 논문에서 소개한 우주상수가 그 값에 따라 우주팽창을 초래할 수 있다는 가능성을 탐구했다. 따라서 대폭발(빅뱅) 모형은 1927년 벨기에의 신부 조르주 르메트르에 의해 제안되었고 이후 1929년 에드윈 허블의 적색편이 발견 그리고 1964년 아노 펜지아스와 로버트 우드로 윌슨의 우주 마이크로파 배경 복사 발견으로 확증되었다. 이러한 발견은 많은 대안 우주론(alternative cosmology)들 중 일부를 배제하는 첫걸음이었다.
1990년경부터 관측 우주론의 몇 가지 극적인 발전으로 우주론은 대부분 사변적인 과학에서 이론과 관측이 정확하게 일치하는 예측 과학으로 변모했다. 이러한 발전에는 COBE, WMAP 및 플랑크 위성의 마이크로파 배경 관측, 2dF 은하 적색편이 탐사 및 SDSS를 포함한 새로운 대형 은하 적색편이 탐사(redshift survey) 그리고 원거리 초신성들 및 중력 렌즈 관측이 포함된다. 이러한 관측 결과는 우주 급팽창 이론, 수정된 빅뱅 이론, 람다-CDM 모형으로 알려진 특정 버전의 예측과 일치했다. 이로 인해 많은 사람들이 현대를 "우주론의 황금기"라고 부르게 되었다.
2014년에 BICEP2 공동 연구팀은 우주 마이크로파 배경에서 중력파들의 흔적을 감지했다고 주장했다. 그러나이 결과는 나중에 가짜로 밝혀졌다. 중력파의 증거로 추정되는 것은 실제로 성간 먼지로 인한 것이었다.
2014년 12월 1일, 이탈리아 페라라에서 열린 플랑크 2014 회의에서 천문학자들은 우주의 나이가 138억 년이며 원자 물질 4.9%, 암흑 물질 26.6%, 암흑 에너지 68.5%로 구성되어 있다고 보고했다.

### 종교적 또는 신화적 우주론
종교적 또는 신화적 우주론은 신화적, 종교적 및 밀교적 문헌과 창조와 종말론의 전통에 기반한 신념의 체계이다. 창조 신화는 대부분의 종교에서 발견되며, 일반적으로 미르체아 엘리아데와 그의 동료 찰스 롱Charles Long이 만든 분류 체계에 따라 다섯 가지로 나뉜다.
- 유사한 모티브들을 기반으로 한 창조 신화의 유형들:
  - 신성한 존재의 생각, 말, 꿈 또는 신체 분비물을 통해 창조가 이루어지는 무의식적 창조(Creatio ex nihilo).
  - 창조주가 보낸 새나 양서류와 같은 잠수부가 어떤 원시 바다(primordial ocean)를 통해 해저로 뛰어들어 모래나 진흙을 끌어올려 육지 세계로 발전시킨다는 지구 잠수부(earth-diver) 창조.
  - 조상이 일련의 세계를 통과하고 탈바꿈을 거쳐 현재 세계에 도달하는 출현 신화들.
  - 한 원시적 존재의 분할에 의한 창조.
  - 우주의 알(cosmic egg)이 깨지거나 혼돈(chaos)으로부터 질서를 가져오는 것과 같이 원시적 통합의 분열 또는 질서에 의한 창조.[27]

### 철학
우주론은 공간, 시간 및 모든 현상의 총체로서 세계를 다룬다. 역사적으로 우주론은 상당히 광범위한 범위를 가지고 있으며 많은 경우 종교에서 발견되었다. 우주에 대한 일부 질문은 과학적 탐구 범위를 벗어나지만 변증법과 같은 다른 철학적 접근 방식에 호소함으로써 여전히 심문을받을 수 있다. 과학 외적인 노력에 포함되는 몇 가지 질문은 다음과 같다:
- 우주의 기원은 무엇인가? 그 첫 번째 원인은 무엇인가(있다면)? 그 존재가 필요한가? (일원론, 범신론, 발출론 및 창조론 참조)
- 우주의 궁극적인 물질적 구성 요소는 무엇인가? (메커니즘, 동역학, 이형성, 원자론 참조)
- 우주가 존재하는 궁극적인 이유는 (있다면) 무엇인가? 우주에는 목적이 있는가? (목적론 참조)
- 의식의 존재가 현실의 존재에 어떤 역할을 하는가? 우주의 전체에 대해 우리가 알고 있는 것을 어떻게 알 수 있는가? 우주론적 추론은 형이상학적 진리를 드러내는가? (인식론 참조)

## 역사적 우주론
| 이름                                                      | 저자 및 시기                                                                                       | 분류                                                                             | 비고 |
| --------------------------------------------------------- | -------------------------------------------------------------------------------------------------- | -------------------------------------------------------------------------------- | --- |
| 힌두 우주론(Hindu cosmology)                              | 리그베다(기원전 1700~1100년경)                                                                     | 주기적 또는 진동, 시간 무한대                                                    | 원시 물질(Prakṛti)은 311조 4,000억 년 동안 나타나고, 같은 기간 동안 비현현한다(Mahapralaya). 우주는 43억 2,000억 년(칼파)동안 현현하고 같은 기간 동안 비현현한다(Pralaya). 무수히 많은 우주가 동시에 존재한다. 이러한 주기는 욕망에 의해 영원히 지속될 것이다. |
| 자이나교 우주론(Jain cosmology)                           | 자이나교 아가마스(Jain Agamas) (기원전 599-527년 마하비라의 가르침에 따라 기원전 500년경에 기록됨) | 주기적 또는 진동, 영원 및 유한                                                   | 자이나교 우주론은 로카, 즉 우주를 무한대부터 존재하는 무창조적 실체로 간주하며, 우주의 모양은 사람이 다리를 벌리고 허리에 팔을 얹고 서 있는 모습과 비슷하다고 생각한다. 자이나교에 따르면 이 우주는 위쪽은 넓고 가운데는 좁으며 아래쪽은 다시 넓어진다. |
| 바빌로니아 우주론(Babylonian cosmology)                   | 아카드 문학 (기원전 2300-500년경)                                                                  | 무한한 "혼돈의 물"에 떠 있는 평평한 지구                                         | 지구와 천국은 무한한 "혼돈의 물" 안에서 하나의 단위를 이룬다; 지구는 평평하고 원형이고 또한 한 단단한 돔("궁창")이 바깥의 "혼돈의 바다"를 막고 있다. |
| 엘레아 학파 우주론                                        | 파르메니데스 (기원전 515년경)                                                                      | 유한하고 구형의 범위                                                             | 우주는 변하지 않고, 균일하며, 완벽하고, 필요하고, 영원하며, 생성되지도 소멸되지도 않는다. 공허는 불가능하다. 복수와 변화는 감각 경험에서 비롯된 인식론적 무지의 산물이다. 시간적 및 공간적 한계는 임의적이며 파르메니데스의 전체에 상대적이다. |
| 상키아 우주 진화                                          | 카필라Kapila (기원전 6세기), 제자 이수리                                                           | 프라크리티 (물질)와 푸루샤 (의식) 관계                                           | 프라크리티(물질)는 존재의 세계의 근원이다. 그것은 스물네 가지 탓바 또는 원리로 연속적으로 진화하는 순수한 잠재력이다. '프라크리티'는 구나(사트바(가벼움 또는 순수함), 라자(열정 또는 활동성), 타마스(관성 또는 무거움)로 알려진 구성 가닥 사이에서 항상 긴장 상태에 있기 때문에 진화 자체가 가능하다. 상키야의 인과론은 사트카리아-바다(실존 원인론)라고 불리며, 실제로 아무것도 생성되거나 무로 파괴될 수 없다고 주장하며 모든 진화는 단순히 원초적인 자연이 한 형태에서 다른 형태로 변화하는 것이라고 말한다. |
| 성서적 우주론(Biblical cosmology)                         | 창세기 창조 이야기                                                                                 | 무한한 "혼돈의 물" 속에 떠 있는 지구                                             | 지구와 천국은 무한한 "혼돈의 물" 안에서 하나의 단위를 형성하며, 궁창은 외부의 "혼돈의 바다"를 막고 있다. |
| 아낙시만드로스의 모형(Anaximander's model)                | 아낙시만드로스 (기원전 560년경)                                                                    | 지동설, 원통형 지구, 무한한 범위, 유한한 시간; 최초의 순수 기계적 모형           | 지구는 무한의 중심에 아무것도 지지하지 않고 아주 가만히 떠 있다. 태초에 더위와 추위가 분리된 후, 나무의 껍질처럼 지구를 둘러싸고 있는 불꽃의 공이 나타났다. 이 공은 분리되어 나머지 우주를 형성했다. 그것은 불로 가득 찬 속이 빈 동심원 바퀴의 시스템과 비슷했고 테두리에는 플루트처럼 구멍이 뚫려 있었으며 천체는 없고 구멍을 통해 빛만 들어왔다. 세 개의 바퀴는 지구에서 바깥쪽으로 순서대로 별(행성들 포함), 달, 그리고 커다란 태양이다.                                                                     |
| 원자론적 우주론                                           | 아낙사고라스(기원전 500-428년) 및 그 이후의 에피쿠로스                                             | 무한한 범위                                                                      | 우주에는 오직 두 가지, 즉 무한히 많은 작은 씨앗(원자들)과 무한한 범위의 허공이 존재한다. 모든 원자는 같은 물질로 만들어졌지만 크기와 모양이 다릅니다. 물체는 원자의 집합체에서 형성되고 다시 원자로 분해됩니다. 레우키포스의 인과성 원리를 통합한다: "무작위로 일어나는 것은 아무것도 없으며 모든 것은 이성과 필연에 의해 일어난다". 우주는 신들에 의해 지배되지 않았다. |
| 피타고라스 우주(Pythagorean universe)                     | 필로라우스 (기원전 390년경)                                                                        | 우주의 중심에 "중앙 불"의 존재.                                                  | 우주의 중심에는 지구, 태양, 달, 행성들이 균일하게 공전하는 중심 불이 있다. 태양은 1년에 한 번 중심 불 주위를 공전하고, 별들은 움직이지 않는다. 움직이는 지구는 중심 불을 향해 같은 얼굴을 숨기고 있기 때문에 절대 보이지 않는다. 최초로 알려진 비지동성 우주의 모형이다. |
| 데 문도(De Mundo)                                         | 유사 아리스토텔레스(Pseudo-Aristotle) (기원전 250년 또는 기원전 350년에서 200년 사이)              | 우주는 하늘과 땅과 그 안에 포함된 원소들로 구성된 시스템이다.                    | "다섯 가지 원소가 다섯 영역의 구체에 위치하며, 각각의 경우 더 작은 것이 더 큰 것에 둘러싸여 있으며, 즉 물로 둘러싸인 지구, 공기로 둘러싸인 물, 불로 둘러싸인 공기 및 에테르에 의해 둘러싸인 불이 전체 우주를 구성한다." |
| 스토아 학파 우주                                          | 스토아학파 (기원전 300년~200년)                                                                    | 섬 우주                                                                          | 우주는 유한하며 무한한 공허로 둘러싸여 있다. 그것은 유동적인 상태에 있으며, 크기가 변동하고 주기적으로 격변과 충돌을 겪는다. |
| 플라톤 우주                                               | 플라톤 (기원 360년경)                                                                              | 지구중심적, 복잡한 우주기원론, 유한 범위, 내포 된 유한 시간, 주기적              | 중앙에 정적 지구, 완벽한 천구로 움직이는 천체들로 둘러싸여 있으며, 데미우르고스의 의지에 의해 다음 순서대로 배열되었다: 달, 태양, 행성 및 고정 별(fixed stars). 복잡한 움직임들은 '완벽한 해'마다 반복된다.. |
| 에우독소스의 모형                                         | 에우독소스 (기원전 340년경) 및 이후 칼리푸스Callippus.                                             | 지구중심적, 최초의 기하학적 수학적 모형                                          | 천체는 마치 지구를 중심으로 한 여러 개의 보이지 않는 동심구에 붙어있는 것처럼 움직이며, 각 천체는 자신과 다른 축을 중심으로 다른 속도로 회전한다. 27개의 동심 구들이 있으며, 각 구는 각 천체에 대해 관측 가능한 운동 유형을 설명한다. 에우독소스는 각 천체의 구체가 실제로 존재하지 않고 천체의 가능한 위치를 보여줄 뿐이라는 점에서 이 모형은 순전히 수학적 구성이라는 점을 강조했다. |
| 아리스토텔레스의 우주(Aristotelian universe)              | 아리스토텔레스 (기원전 384-322년)                                                                  | 지구중심적 (에우독소스의 모형에 기초), 정적, 정상 상태, 유한한 범위, 무한한 시간 | 정적이고 구형인 지구는 43~55개의 물질과 결정체인 동심구(concentric spheres)인 천체구(Celestial spheres)로 둘러싸여 있다. 우주는 영원토록 변하지 않고 존재한다. 네 가지 고대 원소들에 추가된 아이테르라는 다섯 번째 원소를 포함한다. |
| 아리스타르코스 우주(Aristarchean universe)                | 아리스타르코스 (기원전 280년경)                                                                    | 태양중심적                                                                       | 지구는 자전축을 중심으로 매일 자전하고 태양을 중심으로 매년 공전하며 원궤도를 돌고 있다. 태양을 중심으로 고정된 별들의 구가 있다. |
| 프톨레마이오스 모형                                       | 프톨레마이오스 (기원전 2세기)                                                                      | 지구중심적 (아리스토텔레스 우주 기반)                                            | 우주는 정지한 지구 주위를 공전한다. 행성들은 지구 근처의 중심점을 중심으로 더 큰 원형 궤도(편심 또는 대원이라고 함)에서 움직이는 중심을 가진 원형 주전원들에서 움직인다. 에콴트(Equant)의 사용은 또 다른 수준의 복잡성을 추가하여 천문학자들이 행성의 위치를 예측할 수 있게 했다. 수명을 기준으로 한 역사상 가장 성공적인 우주 모형. 알마게스트(위대한 시스템). |
| 카펠라의 모형(Capella's model)                            | 마르티아누스 카펠라Martianus Capella (420년경)                                                     | 지구중심적 및 태양중심적                                                         | 지구는 우주의 중심에 있고 달, 태양, 세 행성들, 별들이 그 주위를 돌고 있으며 수성과 금성은 태양 주위를 돌고 있다. |
| 아리아바타 모형                                           | 아리아바타 (499년)                                                                                 | 지구중심적 또는 태양중심적                                                       | 지구의 자전 및 행성들은 지구 또는 태양 주위의 타원 궤도들에서 움직인다; 지구와 태양 모두에 대해 주어진 행성 궤도로 인해 모형이 지구중심적인지 태양중심적인지 불확실하다. |
| 중세 우주                                                 | 중세 철학자들 (500-1200년)                                                                         | 유한한 시간                                                                      | 시간이 유한하고 시작이 있는 우주는 기독교 철학자 [존 필로포누스]]에 의해 제안되었으며 그는 무한한 과거에 대한 고대 그리스 개념에 반론한다. 유한한 우주를 뒷받침하는 논리적 논증은 초기 이슬람 철학자 알 킨디, 유대인 철학자 사디아 가온Saadia Gaon 그리고 무슬림 신학자 가잘리에 의해 개발되었다. |
| 비평행 다중 우주(Non-Parallel Multiverse).                | 바가바타 푸라나(800-1000년)                                                                        | 다중 우주, 비평행 우주                                                           | 무수한 우주는 다중 우주 이론과 비슷하지만, 각 우주가 서로 다르고 개별적인 지바-아트마스(Jivātman)(육화된 영혼)가 한 번에 정확히 하나의 우주에 존재하는 비평행 우주를 제외하면, 다중 우주 이론과 비슷하다. 모든 우주는 동일한 물질에서 나타나므로 모두 평행한 시간 주기를 따르며 동시에 나타나고 나타나지 않는다. |
| 다중 우주론(multiversal cosmology)                        | 파크르 알-딘 알-라지Fakhr al-Din al-Razi (1149-1209년)                                             | 다중 우주, 여러 세계들과 우주들                                                  | 알려진 세계 너머에는 무한한 우주 공간이 존재하며, 신은 무한한 수의 우주로 진공을 채울 수있는 힘을 가지고 있다. |
| 마라가 모형들(Maragha models)                             | 마라가 학파(Maragha school)(1259-1528)                                                             | 지구중심적                                                                       | 마라게 천문대(Maragheh observatory)에서 에콴트(equant) 및 편심(eccentrics)의 거부 그리고 알 투시에 의한 투시 쌍(Tusi couple)의 도입을 포함하여 프톨레마이오스 모형과 아리스토텔레스 우주에 대한 다양한 수정들. 이후 이븐 알 샤티르Ibn al-Shatir에 의한 최초의 정확한 달의 모형, [[w: Ali Qushji\|알리 쿠슈Ali Qushji]]의 지구의 자전을 위해 정지한 지구를 거부하는 모형 및 알 비잔디Al-Birjandi에 의한 "원형 관성"을 통합한 행성 모형을 포함한 대안 모형들이 제안되었다.                                        |
| 닐라칸타 모형                                             | 닐라칸타 소마야지 (1444-1544년)                                                                    | 지구중심적 및 태양중심적                                                         | 행성들이 지구 주위를 도는 태양을 공전하는 우주; 후대의 튀코적 체계(Tychonic system)와 유사하다. |
| 코페르니쿠스 우주(Copernican universe)                    | 니콜라우스 코페르니쿠스 (1473-1543년)                                                              | 원형의 행성 궤도를 가진 태양중심적, 유한한 범위                                  | 천동설에서 처음 설명됨. 태양은 우주의 중심에 있고, 지구를 포함한 행성들은 태양 주위를 공전하지만 달은 지구 주위를 공전한다. 우주는 고정 별들(fixed stars)의 영역에 의해 제한된다. |
| 튀코적 체계(Tychonic system)                              | 튀코 브라헤 (1546-1601년)                                                                          | 지구중심적 및 태양중심적                                                         | 행성들이 태양을 공전하고 또한 태양이 지구를 공전하는 우주로, 이전의 닐라칸타 모형과 유사하다. |
| 브루노의 우주론                                           | 조르다노 브루노 (1548-1600년)                                                                      | 무한한 범위, 무한한 시간, 균질, 등방성, 비계층적                                 | 계층적 우주 개념을 거부함. 지구와 태양은 다른 천체와 비교할 때 특별한 속성이 없다. 별들 사이의 공백은 아이테르로 채워져 있고, 물질은 동일한 고대 원소(물, 흙, 불, 공기)로 구성되며 원자론적이고 정령적이며 또한 지적인 존재이다. |
| 드 마그넷(De Magnete)                                     | 윌리엄 길버트 (1544-1603년)                                                                        | 태양중심적, 무기한 확장됨                                                        | 코페르니쿠스적 태양중심주의, 그러나 그는 증거가 제시되지 않은 유한한 고정 별들의 구(sphere of the fixed stars)에 대한 아이디어를 거부한다. |
| 케플러                                                    | 요하네스 케플러 (1571-1630년)                                                                      | 타원형 행성 궤도를 가진 태양중심적                                               | 수학과 물리학을 결합한 케플러의 발견은 현재 태양계 개념의 기초를 제공했지만, 먼 별들은 여전히 얇고 고정된 천구 안의 물체로 여겨졌다. |
| 정적 뉴턴적                                               | 아이작 뉴턴 (1642-1727년)                                                                          | 정적 (진화), 정상 상태, 무한대                                                   | 우주의 모든 입자는 다른 모든 입자를 끌어당긴다. 대규모의 물질은 균일하게 분포되어 있다. 중력적으로 균형을 이루지만 불안정하다. |
| 데카르트 소용돌이 우주                                    | 르네 데카르트, 17세기                                                                              | 정적 (진화하는), 정상 상태, 무한대                                               | 아에테르 또는 미세 물질의 소용돌이치는 거대한 소용돌이 시스템은 중력 효과를 생성한다. 그러나 그의 진공은 비어 있지 않았고 모든 공간은 물질로 가득 차 있었다. |
| 계층적 우주                                               | 임마누엘 칸트, 요한 람베르트, 18세기                                                               | 정적 (진화하는), 정상 상태, 무한대                                               | 물질은 훨씬 더 큰 규모의 계층 구조로 군집되어 있다. 물질은 끝없이 재순환한다. |
| 우주상수가 있는 아인슈타인 우주                           | 알베르트 아인슈타인, 1917년                                                                        | 정적 (명목상). 경계인 (유한한)                                                   | "움직임이 없는 물질". 균일하게 분포된 물질을 포함한다. 균일하게 구부러진 구형 공간; 리만의 초구를 기반으로 한다. 곡률은 Λ로 설정된다. 사실상 Λ는 중력을 상쇄하는 반발력에 해당한다. 불안정한. |
| 더시터르 우주(De Sitter universe)                         | 빌럼 더시터르, 1917년                                                                              | 팽창하는 평평한 공간. 정상 상태. Λ > 0                                           | "물질 없는 운동." 겉으로만 정적인 상태. 아인슈타인의 일반 상대성이론에 근거. 우주는 일정한 가속도로 팽창한다. 척도인자는 지수적으로 증가한다 (일정한 급팽창) |
| 맥밀란 우주(MacMillan universe)                           | 윌리엄 던컨 맥밀란William Duncan MacMillan 1920년대                                                | 정적 및 정상 상태                                                                | 새로운 물질은 복사로부터 생성되며, 별빛은 끊임없이 새로운 물질 입자들로 재순환된다. |
| 프리드만 우주, 구형 공간                                  | 알렉산더 프리드만 1922년                                                                           | 구형 팽창 공간. k = +1; Λ 없음                                                   | 양의 곡률. 곡률 상수 k = +1 팽창 후 대함몰. 공간적으로 닫힘 (유한한). |
| 프리드만 우주, 쌍곡공간                                   | 알렉산더 프리드만, 1924년                                                                          | 쌍곡선 팽창하는 공간. k = -1; Λ 없음                                             | 음의 곡률. 무한하다고 말하지만 (모호함). 비경계인. 영원히 팽창한다 |
| 디랙 큰 수 가설(Dirac large numbers hypothesis)           | 폴 디랙 1930년대                                                                                   | 팽창하는 ...................................                                     | 시간이 지남에 따라 감소하는 G의 큰 변화를 요구한다. 우주가 진화함에 따라 중력이 약해진다. |
| 프리드만 영 곡률                                          | 아인슈타인과 드시터르, 1932년                                                                      | 팽창하는 평평한 공간 k = 0 ; Λ = 0 임계 밀도                                     | 곡률 상수 k = 0. 무한하다고 알려져 있지만 모호함. "제한된 범위의 무한한 우주". 영원히 팽창한다. 알려진 모든 우주 중 "가장 단순한" 우주. 프리드만의 이름을 따서 명명되었으나 프리드만은 고려하지 않음. 감속 항(deceleration term) 'q = 1/2을 갖으며, 이것은 팽창 속도가 느려짐을 의미한다. |
| 원래의 대폭발(빅뱅) (프리드만-르메트르)                   | 조르주 르메트르 1927-29년                                                                          | 팽창 Λ > 0 ; Λ > \|중력\|                                                        | Λ는 양수이며 중력보다 큰 크기를 가짐. 우주는 초기 고밀도 상태("원시 원자")를 가진다. 그 후 2단계 팽창이 이어진다. Λ는 우주를 불안정하게 만드는 데 사용된다. (르메트르는 빅뱅 모형의 아버지로 간주된다.) |
| 진동하는 우주(Oscillating universe) (프리드만-아인슈타인) | 프리드만이 선호, 1920년대                                                                          | 주기적으로 팽창하고 수축함                                                       | 시간은 끝이 없고 시작이 없으므로 시간의 시작 역설을 피할 수 있다. 대폭발(빅뱅)에 이어 대함몰(빅 크런치)가 뒤따르는 영원한 주기. (1917년 아인슈타인이 자신의 모형을 거부한 후 처음 선택한 이론.) |
| 에딩턴 우주                                               | 아서 에딩턴 1930년                                                                                 | 처음에는 정적인 후 팽창함                                                        | 정적인 아인슈타인 1917년 우주가 불안정한 상태에서 팽창 모드로 교란되고, 끊임없는 물질 희석으로 드사터르 우주가 된다. Λ가 중력을 지배한다. |
| 운동학적 상대론의 밀른 우주(Milne universe)               | 에드워드 밀른Edward Milne, 1933년, 1935년; 윌리엄 H. 맥크레아William McCrea, 1930년대              | 공간 팽창 없는 운동학적 팽창                                                     | 일반 상대성이론과 팽창하는 공간 패러다임을 거부한다. 중력은 초기 가정으로 포함되지 않았다. 우주론적 원리와 특수 상대성이론을 따른다; 무한하고 텅 빈 평평한 공간 내에서 팽창하는 입자들(또는 은하들)의 유한한 구형 구름으로 구성된다. 그것은 한 중심과 광속으로 팽창하는 한 우주적 가장자리(입자 구름의 표면)릉 가진다. 중력에 대한 설명은 정교했지만 설득력이 없다. |
| 프리드만-르메트르-로버트슨-워커 모형들 중 고급            | 하워드 로버트슨Howard Robertson, 아서 워커, 1935년                                                 | 균일하게 팽창                                                                    | 균질하고 등방성인 우주의 종류. 시공간은 균일하게 구부러진 공간과 함께 움직이는 모든 관측자에게 공통적인 우주 시간으로 분리된다. 이 공식화 체계는 현재 우주 시간과 곡선 공간에 대한 FLRW 또는 로버트슨-워커 측정법으로 알려져 있다. |
| 정상 상태                                                 | 헤르만 본디, 토마스 골드Thomas Gold, 1948년                                                        | 팽창하는, 정상 상태, 무한의                                                      | 물질 생성 속도가 일정한 밀도를 유지함. 무에서 유를 창조하는 연속적인 창조. 지수함수적 팽창. 감속 항 q = -1. |
| 정상 상태                                                 | 프레드 호일 1948년                                                                                 | 팽창, 정상 상태; 그러나 불안정함                                                 | 물질 생성 속도가 일정한 밀도를 유지함. 그러나 물질 생성 속도가 공간 팽창 속도와 정확하게 균형을 이루어야 하므로 시스템이 불안정하다. |
| 앰비플라즈마{ambiplasma}                                  | 한네스 알벤 1965년 오스카 클라인                                                                   | 세포 우주, 물질-반물질 쌍소멸을 통해 팽창하는                                    | 플라즈마 우주론(plasma cosmology)의 개념을 기반으로 gks다. 우주는 이중층(double layer)으로 나뉘어진 "메타 은하들{meta-galaxies}"로 간주되며 따라서 거품과 같은 성질을 가지고 있다. 다른 우주들은 다른 거품으로 형성된다. 진행 중인 우주 물질-반물질.쌍소멸은 거품들이 서로 상호작용하지 못하도록 분리되어 움직이도록 한다. |
| 브랜스-딕 이론                                            | 칼 H. 브랜스Carl H. Brans, 로버트 헨리 딕                                                          | 팽창하는                                                                         | 마하의 원리에 근거. G는 우주가 팽창함에 따라 시간에 따라 변한다. "그러나 아무도 마하의 원리가 실제로 무엇을 의미하는지 확신하지 못한다." |
| 우주 급팽창                                               | 앨런 구스 1980년                                                                                   | 지평선 문제 및 편평도 문제를 해결하기 위해 수정된 대폭발(빅뱅)                   | 뜨거운 급팽창의 개념을 기반으로 한다. 우주는 다중 양자 플럭스로 간주되며, 따라서 거품과 같은 성질을 가진다. 다른 우주들은 다른 거품들로부터 형성된다; 진행 중인 우주 팽창은 거품들이 분리되어 서로 멀어지도록 한다... |
| 영원한 급팽창 (다중 우주 모형)                            | 안드레이 린데, 1983년                                                                              | 우주 급팽창이있는 대폭발(빅뱅)                                                   | 독립적인 초기 조건을 가진 급팽창 사건이 각각 무작위로 발생하는 다중 우주의 개념에 기반한 차가운 급팽창; 일부는 전체 우주처럼 추정되는 거품 우주들로 확장된다. 거품은 한 시공간 거품(spacetime foam)에서 핵을 형성한다. |
| 순환 모형(Cyclic model)                                   | 폴 슈타인하르트Paul Steinhardt; 닐 투록Neil Turok 2002년                                           | 주기적으로 팽창하고 또한 축소되는; M 이론.                                       | 두 개의 평행한 오비폴드 평면 또는 M 브레인(brane)이 고차원 공간에서 주기적으로 충돌하는 것을 말한다. 퀸테선스 또는 암흑 에너지와 함께. |
| 순환 모형(Cyclic model)                                   | 로리스 바움Lauris Baum; 폴 프램튼Paul Frampton 2007년                                              | 톨먼의 엔트로피 문제 해결                                                        | 유령 암흑 에너지는 우주를 많은 수의 단절된 패치로 조각화한다. 관측 가능한 패치는 영 엔트로피인 암흑 에너지만 포함하며 수축한다. |

표 노트: "정적"이라는 용어는 단순히 팽창하지 않고 수축하지 않는다는 의미이다. 기호 G는 뉴턴의 중력 상수를 나타내고, Λ(람다)는 우주상수이다.

## 같이 보기
- 절대 시공간
- 빅 히스토리
- 지구과학
- 은하의 형성 및 진화
- 일러스트리스 프로젝트
- 자이나교와 비창조론(Jainism and non-creationism)
- ΛCDM 모형
- 천문학자 목록
- 비표준 우주론(Non-standard cosmology)
- 태극
- 우주론 연표
- 범용 회전 곡선
- 따뜻한 급팽창(Warm inflation)
- 대폭발(빅뱅)